# Allen Vannérus
Karl Jonas Alfred (Allen) Vannérus, född den 20 mars 1862 i Ekshärad, Värmlands län, död den 28 november 1946 i Stockholm, var en svensk filosofisk författare.
Vannérus blev student vid Uppsala universitet 1882, avlade filosofie kandidatexamen 1885 och filosofie licentiatexamen 1889. Han disputerade för doktorsgraden 1890, var extra ordinarie amanuens vid kungliga biblioteket 1889–1895 samt tjänstgjorde på bank- och handelskontor 1896–1903. Vannérus var docent i filosofi vid Göteborgs högskola 1901–1902, amanuens i kommerskollegium 1906–1924. Han beviljades statspension sistnämnda år.